# سيد كوهن
سيد كوهن (بالإنجليزية: Syd Cohen)‏ هو لاعب كرة قاعدة أمريكي، ولد في 7 مايو 1906 في بالتيمور في الولايات المتحدة، وتوفي في 9 أبريل 1988 في إل باسو في الولايات المتحدة.

## وصلات خارجية
- سيد كوهن على موقعبيزبول رفرنس.كوم (الدوري الرئيسي) (الإنجليزية)
- سيد كوهن على موقعبيزبول رفرنس.كوم (الدوري الثانوي) (الإنجليزية)